# Trefaset vekselstrøm
Trefaset vekselstrøm eller 3-faset vekselspænding opstår i en generator ved at tre elektriske spoler er koblet sammen på en særlig måde.
I Danmark og mange andre lande anvendes et system med 3-faset vekselspænding til at distribuere elektricitet til forbrugerne. Når vekselspændingen tilsluttes hos forbrugerne, gennemløbes elapparaterne af vekselstrøm.
I det følgende beskrives først 1-faset vekselspænding, og på det grundlag beskrives 3-faset vekselspænding i det næste afsnit.

## 1-faset vekselspænding
Den mest simple elektriske generator laver en 1-faset vekselspænding. Der kræves fx blot en magnet der roterer nær en elektrisk spole:
I praksis er generatorer opbygget væsentligt mere kompliceret for at få mest mulig elektricitet produceret ud fra den mekaniske energi der driver generatoren.
Hvis magneten roteres, ses at nordpolen (og sydpolen) skiftevis nærmer sig og fjerner sig fra spolen. Jf. elektromagnetismens love skabes herved en elektrisk spænding i vekslende styrke og retning . Heraf navnet "vekselspænding".
Som illustreret med de vekslende pile i animationen ovenfor kan spændingen måles mellem de to ledninger fra generatorens spole. Når magnetens rotationshastighed er konstant, vil spændingen mellem ledningerne kunne afbildes på denne måde:
Det ses at som tiden forløber vil spændingen stige i én retning (+) til den når et maksimum (spidsværdien), hvorefter spændingen falder, bliver nul og dernæst når samme maksimalværdi i modsat retning (-) osv. Vekselspændingen danner en karakteristisk sinuskurve.
Fordi vekselspændingen reelt altid varierer mellem nul og en spidsværdi er det ikke selvfølgeligt hvordan man angiver dens størrelse.
Man har vedtaget at angive vekselspændingens størrelse som værdien af den tilsvarende konstante jævnspænding der giver samme effekt (varme) i en elektrisk modstand.
Denne værdi kaldes også vekselspændingens "effektivværdi" (eller "RMS-værdi"). Spidsværdien er ca. 1,41 gange højere end effektivværdien. For en sinusformet vekselspænding gælder helt nøjagtigt at
spidsværdi = effektivværdi * {\displaystyle {\sqrt {2}}}
Normalt nævner man ikke ordet "effektivværdi", men man siger blot at spændingen fx er "230 volt". I det tilfælde er vekselspændingens spidsværdi i øvrigt ca. 325 volt (dvs. √2 * 230 volt).
I det elektriske forsyningsnet forbindes den ene af generatorens ledninger normalt til en metalplade eller et metalspyd som anbringes i jorden. Det medfører at spændingen mellem denne ledning og jorden er 0 volt. Den ledning betegnes simpelthen "nul" (eller "nullen", "nullederen", "nulledningen").
At nullen er jordforbundet har bl.a. den fordel at mennesker ikke kan få stød ved at røre denne ledning.
Generatorens anden ledning giver derimod stød når spændingen er høj nok. Denne ledning kaldes "fase" (eller "fasen", "faseleder", "faseledning").
Det bemærkes altså at denne generatortype kun har 1 fase.

## 3-faset vekselspænding
For at få tre faser er det nødvendigt at anvende tre elektriske spoler. En simpel 3-faset generator kan opbygges som vist her:
Det ses at de tre spoler er placeret med samme vinkelafstand (120°)
omkring den roterende magnet, og det bemærkes at den ene ledning fra hver spole er sluttet sammen til én fælles ledning (lyseblå).
Når de elektriske spændinger måles mellem de tre ledninger L1, L2 og L3 og den fælles ledning, fås denne afbildning:
Her er spændingsforløbene for L1, L2 og L3 angivet med hhv. rød, brun og grøn farve.
I forsyningsnettet er den fælles ledning normalt forbundet til jorden, og herved er der 0 volt mellem denne ledning og jorden. Ligesom ved den 1-fasede generator betegnes den ledning "nul". Den er indtegnet med lyseblå farve i animationen ovenfor.
Ledningerne L1, L2 og L3 betegnes "faser".
På apparater hos forbrugerne vil man ofte kunne se mærkningerne "L1", "L2" og "L3" eller de gamle danske mærkninger "R", "S" og "T" (for hhv. "rod", "stamme" og "top" jf. positionen i elmaster).
Da jorden er elektrisk ledende, er det strengt taget ikke nødvendigt at trække ledninger til både nullen og faserne ud til forbrugerne. Kun faserne er nødvendige idet forbrugeren fx kan tilslutte en lampes ene ledning til en fase og den anden ledning til et metalspyd som bankes ned i jorden så strømmen derigennem kan løbe til generatorens metalspyd. Så lyser lampen.  (NB: Dette er ulovligt og vil udløse fejlstrømsafbryderen i en alm. elinstallation!)
Det er imidlertid ikke altid let at skabe en god jordforbindelse hos forbrugerne, og der er også en betydelig fare for at strømmen vil løbe langs jordoverfladen således at jorden nær metalspyddet kan være farlig at berøre for mennesker og dyr (fx er heste blevet dræbt på denne måde; der er nemlig størst fare for dyr med stor afstand mellem benene). Derfor føres nulledningen altid ud til forbrugerne.
Advarsel:  Selv om nulledningen normalt er ufarlig at berøre må det stærkt frarådes. I visse (uønskede) situationer kan en ledning fx blive koblet fra nullen og i stedet få fasens spændingsniveau!
Det skal nævnes at ovenstående beskrivelse af forsyningsnettet er noget forenklet. I praksis er der ikke en direkte ledningsforbindelse mellem en generator og forbrugerne. I stedet findes generatorer på flere kraftværker som leverer høj spænding til transport gennem forsyningsnettet, og gennem en serie transformatorer omsættes spænding og strøm til det som modtages hos forbrugerne.
Der er flere fordele ved at anvende et system med tre faser i stedet for blot én fase:
Enkle motorer
Spændingerne i de tre ledninger L1, L2 og L3 er tidsmæssigt forskudt i forhold til hinanden nøjagtigt som spolerne i generatoren er forskudt (120°) i forhold til hinanden.
Ved at arrangere tre elektriske spoler på samme måde i et apparat hos forbrugerne og forsyne spolerne fra L1, L2 og L3 kan man skabe et roterende magnetfelt mellem spolerne. Dernæst kræver det blot at placere en magnet i midten for at skabe en motor. I praksis benyttes der sjældent en magnet i midten, men en særlig induktionsrotor, og konstruktionen er forbedret så mest muligt af den elektriske energi omsættes til mekanisk energi i motoren.
Havde man kun et 1-faset forsyningssystem ville det ikke være muligt på så enkel måde at skabe en motor.
Tilslutning af en 3-fasemotor er også simpel, og det eneste der sker ved at bytte rundt på ledningerne L1, L2 og L3 er at motoren evt. kører modsat den ønskede retning.
Den enkle 3-fasemotor har været en uhyre vigtig komponent i verdens industrialisering.
Ledningsantal
Når der er samme elektriske forbrug på hver af de tre faser (fx i en 3-faset motor), vil man se at i ethvert øjeblik er strømmen der løber ud af én fase nøjagtigt lig med summen af strømmene der løber ind i de to andre faser. Det betyder at der ikke løber strøm i den fælles nulledning.
Det er årsagen til at der ikke tilsluttes en nulledning til en 3-faset motor. Man sparer altså udgiften til den ledning for den er ganske overflødig.
Elektricitetsselskaberne forsøger altid at fordele belastningen ens på de tre faser for at have mindst muligt strøm i nulledningen. Hvis der er strøm i nulledningen, vil der naturligvis være en spændingsforskel mellem nulledningens to ender da ledningen har en vis elektrisk modstand som strømmen skal igennem. Herved vil spændingen mellem nulledningen og jorden være mere end 0 volt hos forbrugeren, og det er uønsket.
Fordi der er tre ledninger til at fremføre den elektriske strøm til motoren, kan der med samme ledningstykkelse overføres større effekt end med to ledninger.
To spændinger
Ved at studere ovenstående grafer for spændingerne mellem nullen og hver af de tre faser kan man se (måle/beregne) at den maksimale spændingsforskel mellem to vilkårlige faser (fx L1 og L2) er noget større end spændingsforskellen mellem én fase og nul.
Faktisk viser en afbildning af spændingsvariationerne mellem to faser at det også er en sinusformet kurve hvor den maksimale spænding blot er højere.
Fase-fase-spændingen er ca. 1,73 gange højere end fase-nul-spændingen, og det kan være hensigtsmæssigt til nogle elektriske apparater.  Helt nøjagtigt gælder at
fase-fase-spænding = fase-nul-spænding * {\displaystyle {\sqrt {3}}}
Denne spændingsforskel udnyttes fx meget til elektriske asynkronmotorer således at den laveste spænding benyttes til at starte motoren, og når motoren er nået op i omdrejninger kobles ledningerne om til den højeste spænding. En såkaldt "stjerne-trekant-omskifter" benyttes til dette for 3-fasemotorer.

## 3-fasesystemet i praksis
3-fasesystemet, som det opleves i boliger i Danmark og det meste af Vesteuropa, har en nominel spænding på 400 volt (tidligere var den 380 volt). Dette er effektivspændingen mellem to vilkårlige faser. Mellem fase og nul er den nominelle spænding 230 volt (tidligere 220 volt). Man har valgt kun at bruge fase-fase-værdien som betegnelse for et 3-fasesystems nominelle spænding.
I praksis kan spændingen variere lidt (inden for fastsatte tolerancer).
Valget af 3-fasesystemets nominelle spænding var et kompromis mellem effektivitet og sikkerhed for mennesker og dyr.
I Europa og mange andre lande gennemløber vekselspændingen en hel cyklus (=én periode) 50 gange i hvert sekund, dvs. 50 rotationer for magneten. Det går altså meget hurtigt. Man siger at vekselspændingen har en frekvens på "50 hertz" (Hz). I fx Nordamerika er den nominelle frekvens 60 hertz.
Kraftværkerne sørger for at frekvensen holdes så præcist at man bl.a. kan anvende vekselspændingen til at styre ure nøjagtigt (fx billige tænd/sluk-ure). Sådanne ure kan dagligt variere inden for et par sekunder, men kraftværkerne justerer middelfrekvensen så variationer udlignes de(n) følgende dag(e). Variationer i frekvensen er et udtryk for balancen mellem genereret effekt og belastningen. Hvis belastningen fx stiger pludseligt efter en populær tv-udsendelse, falder frekvensen en anelse indtil kraftværkerne får skruet op for den leverede effekt.
Frekvensen blev valgt som et kompromis mellem effektivitet og andre tekniske overvejelser. Desværre er frekvensen ikke optimal for menneskers sikkerhed. En frekvens mellem 50 og 100 hertz giver størst risiko for hjertestop (ventrikelflimmer) ved elektrisk stød.
NB:  Billige LED-pærer og lysstofrør m.m. i boligen blinker svagt, men så hurtigt at det er vanskeligt for øjet at registrere. Det bemærkes at pæren ikke blinker 50, men 100 gange i sekundet fordi pæren lyser både når vekselstrømmen løber i den ene og den anden retning.